# Krikor Bedros XX Ghabroyan
Grégoire Pierre XX Ghabroyan, in italiano Gregorio Pietro XX (in armeno Գրիգոր Պետրոս Ի. Կապրոյեան?; Aleppo, 15 novembre 1934 – Beirut, 25 maggio 2021), è stato un patriarca cattolico armeno, patriarca di Cilicia degli Armeni, e quindi primate della Chiesa armeno-cattolica, dal 2015 alla morte.

## Biografia
Grégoire Ghabroyan è nato ad Aleppo (Siria) il 15 novembre 1934. Ha frequentato il Seminario minore a Bzommar (Libano), il Collegio dei Padri Maristi a Jounieh (Libano), quindi ha compiuto gli studi in preparazione al sacerdozio a Roma, presso la Pontificia Università Gregoriana.
IL 28 marzo 1959 è stato ordinato sacerdote per l'Istituto del clero patriarcale di Bzommar.
Il 3 gennaio 1977 è stato nominato esarca apostolico per gli armeni cattolici residenti in Francia ricevendo la sede titolare di Amida degli Armeni. Ha ricevuto l'ordinazione episcopale il successivo 13 febbraio, dal patriarca armeno Hemaiag Bedros XVII Guedikian, coconsacranti l'arcieparca di Aleppo degli Armeni Georges Layek e il vescovo ausiliare del patriarcato Léonce Tchantayan.
Il 30 giugno 1986 l'esarcato apostolico è stato elevato ad eparchia con il nome di Sainte-Croix-de-Paris des Arméniens catholiques de France e Mons. Ghabroyan è stato nominato primo vescovo di quella circoscrizione ecclesiastica. Il 2 febbraio 2013 papa Benedetto XVI accoglie la sua rinuncia all'ufficio per raggiunti limiti di età.
Nel giugno 2015, dopo la morte del patriarca Nerses Bedros XIX Tarmouni, viene eletto amministratore della chiesa patriarcale.
Il Sinodo dei Vescovi della Chiesa armena cattolica, riunitosi a Bzommar dal 14 al 24 luglio 2015 lo ha eletto nell'ultimo giorno dei lavori nuovo patriarca. Il giorno successivo ha ricevuto la necessaria ecclesiastica communio da papa Francesco. Il successivo 9 agosto ha avuto luogo la cerimonia di insediamento ufficiale.
È morto la mattina del 25 maggio 2021 a Beirut.

## Genealogia episcopale e successione apostolica
La genealogia episcopale è:
- Cardinale Scipione Rebiba
- Cardinale Giulio Antonio Santori
- Cardinale Girolamo Bernerio, O.P.
- Arcivescovo Galeazzo Sanvitale
- Cardinale Ludovico Ludovisi
- Cardinale Luigi Caetani
- Cardinale Ulderico Carpegna
- Cardinale Paluzzo Paluzzi Altieri degli Albertoni
- Papa Benedetto XIII
- Papa Benedetto XIV
- Papa Clemente XIII
- Cardinale Bernardino Giraud
- Cardinale Alessandro Mattei
- Cardinale Pietro Francesco Galleffi
- Cardinale Giacomo Filippo Fransoni
- Cardinale Andon Bedros IX Hassoun
- Patriarca Stepanos Bedros X Azarian
- Patriarca Avedis Bedros XIV Arpiarian
- Patriarca Iknadios Bedros XVI Batanian
- Patriarca Hemaiag Bedros XVII Guedikian, C.A.M.
- Patriarca Grégoire Pierre XX Ghabroyan, I.C.P.B.

La successione apostolica è:
- Vescovo Kévork Assadourian (2015)
- Vescovo Sarkis Davidian, I.C.P.B. (2015)
- Vescovo Elie Yéghiayan, I.C.P.B. (2018)
- Vescovo Pablo León Hakimian (2018)